# 資治通鑑考異
《資治通鑑考異》，簡稱《通鑑考異》，是司馬光編修《資治通鑑》的「副產品」，共三十卷。此書利用書證、物證、校勘等方式訂正真偽，結論常以“今從之”、“今從某某”、“今不取”、“故去之”等。
高似孙《纬略》载：“光编集《通鉴》，有一事用三四出处纂成者。”《通鑑考異》用以說明史料取捨的原則和考證過程，遇年月、事跡有不同之處，均詳加考訂，並註明取捨的原因，“其中事同文异者，则请择一明白详备者录之，彼此互有详略，则请左右采获，错综铨次，自用文辞修正之，一如《左传》叙事之体也。此并作大字写。若彼此年月者，修入正文，余者注于其下，仍为叙述，所以取此舍彼之意。先注所舍者云某书云云，今按某书证验云云，或无证验，则以事理推之云云，今从某书为定；若无以考其虚实是非者，则云今两存之。其《实录》正史未必皆可据，杂史小说未必皆无凭，在高鉴择之。”意在“辨正謬誤，以祛將來之惑”。又如陳壽《三國志》記周瑜之死，未記明確年代，《通鑑》卷六六載，獻帝建安十五年，周瑜卒於巴丘。《通鑑考異》曰：「按，《江表傳》，瑜與策同年，策以建安五年死，年二十六，瑜死時年三十六，故知在今年也。」
《通鑑考異》為了考證薛仁果抑或薛仁杲之名，依据校正新、旧《唐书》等中人名的讹误，又兼以昭陵六骏的铭文：
|  | 《唐高祖实录》先作“仁果”，后作“仁杲”。新、旧《高祖》、《太宗纪》、《薛举传》、柳芳《唐历》、《柳宗元集》皆作“仁杲”。《太宗实录》、吴兢《太宗勋史》、《革命纪》、焦璐《唐朝年代记》、陈嶽《唐统纪》皆作“仁果”。今醴泉昭陵前有石马六匹，其一铭曰：“白蹄乌，平薛仁果时所乘。”此最可据，今从之。 |

清代《四库全书总目》評《通鉴考异》：
|  | ……光既择可信者从之，复参考同异别为此书，辩证谬误，以祛将来之惑。昔陈寿作《三国志》，裴松之注之，详引诸书错互之文，折衷以归一是，其例最善。而修史之家未有自撰一书，明所以去取之故者。有之，实自光始。其后李焘《续通鉴长编》、李心传《建炎以来系年要录》，皆沿其义，虽散附各条之下，为例小殊，而考订得失则一也。 |

张煦侯《通鉴学》一书将司马光的考异方法归纳为六类：参取众书而从长者、两存者、两弃者（即皆不取）、两疑而节取其要者、存疑者、兼存或说于《考异》中者。
近代史家陳寅恪認為司马光的“长编考异法”源自魏晋的佛经“合本子注”，所謂“裴世期之注《三国志》，深受当时内典合本子注之薰习，此盖吾国学术史之一大事。而后代评史者，局于所见，不知古今学术系统之有别流，著述体裁之有变例，以喜聚异同，坐长烦芜为言，其实非也。”

### 引用
1. ↑  《四库全书·资治通鉴考异》提要云：“光编集《通鉴》时，有一事用三四出处纂成者，因参考异同，别为此书，以正其谬误而归之于一。盖前代纪事之书，传闻异词，稗官固喜造虚言，本史亦不皆实录。光所采者，自正史外，相传凡二百二十二家……旁搜博引，抉摘幽隐，择可信者而从之。有旧史所不详者，亦必参互考证而明其所以阙疑之故。既著其文于《通鉴》本弃取之意，辩论而折衷之，使读者晓然于记载之得失是非，而不复有所歧惑，千古史法之精密，实无过于是者。”求真考实是司马光编纂《资治通鉴》贯彻始终的严谨作风，而“参考群书，评其异同，俾归一途，为《考异》三十卷”
2. ↑  司马光：《答范梦得》
3. ↑  《陈述辽史补注序》，载《金明馆丛稿二编》，第234页。